# المقضض (قفل شمر)

تعديل مصدري - تعديل

المقضض هي إحدى قرى عزلة المخلاف بمديرية قفل شمر التابعة لمحافظة حجة، بلغ تعداد سكانها 922 نسمة حسب تعداد اليمن لعام 2004.